# Лопбури
Лопбури е една от 76-те провинции на Тайланд. Столицата ѝ е едноименния град Лопбури. Населението на провинцията е 745 506 жители (2000 г. – 30-а по население), а площта 6199,8 кв. км (37-а по площ). Намира се в часова зона UTC+7. Разделена е на 11 района, които са разделени на 124 общини и 1110 села.